# Anthene usamba
Anthene usamba är en fjärilsart som beskrevs av Talbot 1937. Anthene usamba ingår i släktet Anthene och familjen juvelvingar. Inga underarter finns listade i Catalogue of Life.